# Rathaus Königsberg in der Neumark
Koordinaten: 52° 57′ 48″ N, 14° 25′ 41″ O

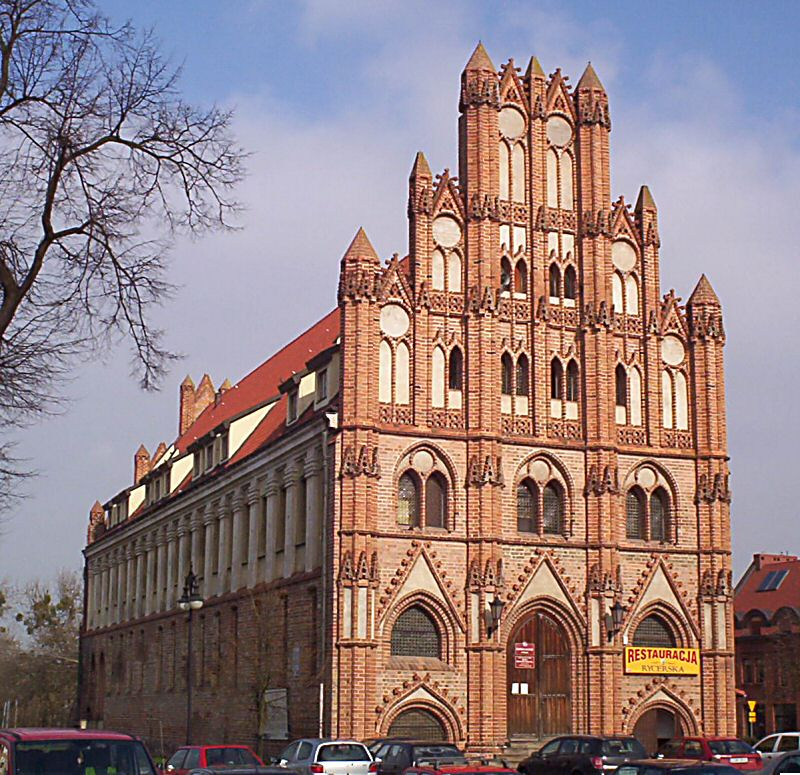
Rathaus Chojna (Königsberg)

Das Rathaus von Königsberg/Neumark (seit 1945/56: Chojna) (polnisch Ratusz w Chojnie) befindet sich im nordwestlichen Teil des ehemaligen Marktplatzes.

## Geschichte
Anstelle eines abgebrannten Vorgängerbaus wurde 1316 ein zweigeschossiges Gebäude errichtet. Zwischen 1433 und 1461 wurde der Bau nach Süden verlängert und die Nordfront umgebaut. Weitere Umbauten erfolgte im 16. Jahrhundert, zu Anfang des 18. Jahrhunderts und im 19. Jahrhundert. Nach dem Zweiten Weltkrieg war der Bau schwer beschädigt. Nach der polnischen Übernahme wurde der Bau 1977 bis 1985 restauriert.

## Bauwerk
Der zweistöckige Bau trägt ein Satteldach. Die Schmuckgiebel folgen dem Stil von Hinrich Brunsberg.
Die Fassaden habe Fenstern mit Spitz- und Rundbogenrahmungen. Am eindrucksvollsten war der Giebel auf der Marktseite, der vertikal durch polygonale Strebepfeiler und horizontal durch zwei Gesimse zwischen den Geschossen und Friesgürtel gegliedert ist.

## Nachweise
- Jakub Szczepański: Rathäuser der polnischen Ostseeküste/Ratusze polskiego pobrzeża. Nadbałtyckie Centrum Kultury, 1996, S. 24.
- Chojna – ratusz